# 수곡초등학교 (경남)
수곡초등학교는 대한민국 경상남도 진주시 수곡면 대천리에 있는 공립 초등학교이다.

## 학교 연혁
- 1931년 11월 25일 설립인가
- 1932년 5월 2일 수곡공립보통학교(4년제) 개교
- 1938년 4월 1일 수곡공립심상소학교로 개칭
- 1940년 4월 1일 6년제로 개편
- 1941년 4월 1일 수곡공립국민학교로 개칭
- 1993년 3월 1일 사곡분교장 통합
- 1994년 3월 1일 원계분교장(옛 이름 원계국민학교) 통합
- 1996년 3월 1일 수곡초등학교로 개칭
- 1999년 9월 1일 원당초등학교 통합
- 2016년 3월 1일 제31대 김을임 교장 부임
- 2017년 2월 14일 제81회 졸업식(총 2,147명)

## 참고 자료
- 수곡초등학교 - 한국교육학술정보원 학교알리미